# Артица
Артица је ненасељено острвце у хрватском делу Јадранског мора, у акваторији општине Муртер-Корнати у групи од 14 острва и острвца око северозападне половине острва Муртера.
Острвце на којем се налази светионик лежи око 0,5 km северозападно од Арте Велике. Површина му износи 0,03 km². Дужина обалске линије је 634 м.. 
Из поморске карте се види да светионик, који је налази на западној обали Артице шаље светлосни сигнал: R Bl 5s, који има домет од 7 mi (11 km).